# Cleto Maule
Anacleto Maule, conosciuto come Cleto Maule (Gambellara, 14 marzo 1931 – Golfo Aranci, 28 luglio 2013), è stato un ciclista su strada italiano.
Professionista dal 1954 al 1961, vinse il Giro di Lombardia 1955, una Milano-Torino e due Giri dell'Appennino.

## Carriera
Tra i dilettanti ottenne diversi successi con la maglia del Veloce Club Vicenza, tra cui quello nel 1954 al Gran Premio della Liberazione a Roma. Passò professionista nell'ottobre del 1954 con la padovana Torpado, con cui rimase fino a tutto il 1958. Anno d'oro per lui fu il 1955 quando seppe imporsi in due classiche del ciclismo italiano, la Milano-Torino in marzo e il Giro di Lombardia in ottobre.
Nel corso degli anni successivi non riuscì però a confermare le premesse: finì piazzato in alcune classiche italiane, riuscì ad imporsi in una tappa del Giro d'Italia 1956 (che concluse al quarto posto) e a conquistare due volte il Giro dell'Appennino, nel 1956 e nel 1958; fu anche azzurro al Mondiale di Copenaghen nel 1956. Ottenne al Giro dei Quattro Cantoni, nel 1958, la sua ultima vittoria. Fu attivo fino al 1961 vestendo anche le maglie di Carpano, Philco e Vov.
È morto nel 2013 all'età di 82 anni durante una vacanza in Sardegna per arresto cardiaco.

## Palmarès
- 1952 (dilettanti)

Astico-Brenta
Vicenza-Bionde
- 1954 (dilettanti)

Gran Premio della Liberazione
Astico-Brenta
- 1955 (Torpado, due vittorie)

Milano-Torino
Giro di Lombardia
- 1956 (Torpado, due vittorie)

Giro dell'Appennino
20ª tappa Giro d'Italia (Sondrio > Merano)
- 1957 (Torpado, una vittoria)

5ª tappa, 1ª semitappa Gran Premio Ciclomotoristico (Roccaraso > Chieti)
- 1958 (Torpado, due vittorie)

Giro dell'Appennino
Giro dei Quattro Cantoni

## Piazzamenti

### Grandi giri
- Giro d'Italia

1955: ritirato (15ª tappa)
1956: 4º
1957: 17º
1958: 46º
1959: 63º
1960: 88º
- Vuelta a España

1958: ritirato (9ª tappa)

### Classiche monumento
- Milano-Sanremo

1955: 17º
1956: 81º
1957: 74º
1958: 10º
- Parigi-Roubaix

1960: 42º
- Giro di Lombardia

1954: 11º
1955: vincitore
1956: 13º
1957: 8º
1958: 13º
1959: 21º
1960: 14º

### Competizioni mondiali
- Campionati del mondo

Copenaghen 1956 - In linea: 20º